# 361年
| 千纪： | 1千纪                                                                                                  |
| 世纪： | 3世纪 \| 4世纪 \| 5世纪                                                                                |
| 年代： | 330年代 \| 340年代 \| 350年代 \| 360年代 \| 370年代 \| 380年代 \| 390年代                              |
| 年份： | 356年 \| 357年 \| 358年 \| 359年 \| 360年 \| 361年 \| 362年 \| 363年 \| 364年 \| 365年 \| 366年        |
| 纪年： | 辛酉年（鸡年）；东晋升平五年；前凉建兴四十九年，升平五年；代国建国二十四年；前秦甘露三年；前燕建熙二年 |

## 大事记
- 尤利安登基為羅馬帝國最後一位多神信仰的皇帝。

## 逝世
- 君士坦提烏斯二世，羅馬帝國君士坦丁王朝皇帝（337年至361年）。
- 王羲之，中國東晉書法家（303年出生）。
- 謝萬，東晉名士，謝裒之子，謝奕及謝安弟。曾接替謝奕為豫州刺史，並領導北伐，但終失敗而還，被廢為庶人。
- 郗曇，東晉政治人物，太尉郗鑒之子，司空郗愔之弟，曾任徐州、兗州刺史。